# Argyrolobium tortum
Argyrolobium tortum là một loài thực vật có hoa trong họ Đậu. Loài này được Suess miêu tả khoa học đầu tiên.